# جورج بيل (ضابط)
جورج بيل هو ضابط من جيش الولايات المتحدة برتبة عميد. وُلد في 12 مارس عام 1828، وتُوفي في 2 يناير عام 1907 وعمل كمُفوض في جيش الاتحاد خلال وبعد الحرب الأهلية الأمريكية.

## النشأة وبدء العمل العسكري
وُلد جورج بيل في هاجرستاون بولاية ميريلاند في 12 مارس عام 1828. تخرج من الأكاديمية العسكرية الأمريكية في عام 1853 وعُين ملازمًا ثانيًا في سلاح المدفعية
وشملت المهام الأولية لجورج مهمات في فورت هاميلتون وفورت ماكينتوش وفورت براون وفورت ماكهنري وفورت كلارك. شارك في العمل خلال حرب سيمينول الثالثة في فلوريدا في منتصف خمسينيات القرن التاسع عشر.

## الحرب الأهلية
في البداية، تم تعيينه كمساعد للجنرال ياور في تكساس في بداية الحرب الأهلية، ونُقل بيل إلى منطقة ماريلاند وتم تعيينه في أنابوليس. ومن عام 1861 حتى عام 1865 واصل العمل في مناصب اللوجستيات، بما في ذلك: المسؤول عن المستودع في الإسكندرية بفيرجينيا ومدرب المندوبين، ومساعد مفوض، وجيش بوتوماك ، ورئيس المفوضين، وإدارة سسكويهانا، وموظف مسؤول عن مستودع في واشنطن العاصمة. وخلال الحرب، تلقى بيل ترقيات إلى رائد ثم مقدم ثم عقيد ثم عميد.

## ما بعد الحرب الأهلية
من أكتوبر 1865 إلى مارس 1869 كان بيل رئيسًا مفوض لإدارة واشنطن العاصمة. وواصل خدمته في مهام رئيس المفوضين لبقية حياته المهنية بما في ذلك: إدارة جنوب أتلانتا وإدارة سينسيناتي بأوهايو، قسم ميسوري، وفورت ليفنوورث بكنساس، وقسم إيست بمدينة نيويورك.

## التقاعد والوفاة
تقاعد بيل مع رتبة عقيد في عام 1892. وتقاعد في واشنطن العاصمة في عام 1904 وتمت ترقيته إلى رتبة عميد أثناء تقاعده.
تُوفي في واشنطن في 2 يناير 1907 ودفن في مقبرة روز هيل في هاجرستاون بولاية ماريلاند.

## حياته العائلية
في عام 1858 تزوج بيل في سان أنطونيو بتكساس من إيزابيلا ماكورميك من واشنطن. أنجب الزوجان سبعة أبناء وابنة واحدة. اتحق ابنان بالأكاديمية العسكرية الأمريكية، بما في ذلك اللواء جورج بيل الابن.